# Гайдамак, Аркадий Александрович
Арка́дий Алекса́ндрович Гайдама́к (род. 8 апреля 1952, Москва, СССР; по другим источникам родился или вырос в Бердичеве, УССР) — российско-израильско-французский предприниматель, выходец из СССР.
Гражданин Франции, Канады, Анголы и Израиля. С 3 мая 2005 года по 14 мая 2009 года возглавлял Конгресс еврейских религиозных организаций и объединений в России (ранее был одним из основных спонсоров ФЕОР). В марте 2005 года утверждал: «Я также являюсь служащим Министерства иностранных дел Анголы и занимаю должность советника и имею звание советника в посольстве Республики Ангола в Москве».
Один из осуждённых в 2009 году французским правосудием фигурантов международного скандала, известного как «Анголагейт».

## Биография
Родился в Москве. Школьные годы провёл на Бутырском Хуторе. В 1972 году репатриировался в Израиль, где в 1998 году взял имя Арье Бар-Лев (ивр. אריה בר לב‎).
Некоторое время жил в кибуце.
В 1973 году переехал во Францию, где в 1976 году создал переводческое бюро, обслуживавшее в основном советские миссии. В 1982 году также создал филиал в Канаде.
В 1980-е годы установил отношения с ангольским правительством, которому продавал оружие для борьбы с повстанцами, несмотря на международное эмбарго. После распада СССР осуществлял инвестиции в различные проекты на постсоветской территории.
В 2000 году во Франции против него было выдвинуто обвинение в незаконной продаже оружия Анголе («Анголагейт»), в связи с чем Гайдамак бежал в Израиль, где купил дом в Кейсарии. Израиль отказался экстрадировать Гайдамака во Францию.
В Израиле приобрёл ряд предприятий и спортивных команд, как то: иерусалимский футбольный клуб «Бейтар», спонсировал баскетбольную команду «Хапоэль» Иерусалим.
В 2005 году его имя фигурировало в сообщениях о расследовании израильской полицией отмывания денег через банк «Апоалим».
Являлся совладельцем российской Инвестиционной компании «Антанта Капитал», существовавшей в 2003—2008 годах.
В 2006 году купил газету «Московские новости», издание которой было приостановлено с 1 января 2008 года, а сотрудники газеты уволены, что было объяснено нерентабельностью издания.
В марте 2007 года был, в числе иных лиц, включая бывших высокопоставленных французских чиновников, официально обвинён Генеральной прокуратурой Франции в «незаконных поставках оружия в Анголу и коррупции».
В период с 2007 по аперель 2009 года был владельцем медиахолдинга «Объединенные Медиа», в состав которого входили радиостанции «Кино FM» (Москва), «Business FM» (Москва, Санкт-Петербург), газета «Business and Financial Markets» (закрыта в первой половине 2008 года) и интернет-портал «BFM.RU».
Принимал участие во внутренней политике Израиля, создав движение «Социальная справедливость» (צדק חברתי). В июле 2007 в Иерусалиме прошёл первый съезд движения, где Гайдамак заявил, что будет добиваться отставки правительства Эхуда Ольмерта и поддерживать лидера партии «Ликуд» Биньямина Нетаньяху. Впрочем, по сообщениям израильской прессы в марте 2008 года, он сблизился с антиподом Нетанияху — Амиром Перецем, представителем левого крыла партии «Авода».
В апреле 2008 года отверг, как политически мотивированные, обвинения в мошенничестве в свой адрес со стороны его деловых партнёров; претензии относились к сделке между правительствами Анголы и России в 1996—2000 годах, в рамках которой, при посредничестве Гайдамака, был реструктурирован и в 3 с лишним раза уменьшен государственный долг Анголы перед СССР: с 5 до 1,5 млрд долларов. Вскоре выступил с публичными обвинениями «некоторых офицеров полиции», которые «творят произвол и тем самым нарушают закон».
Согласно сообщениям прессы, оказывает финансовое содействие процессу передачи здания Сергиевского подворья в центре Иерусалима Императорскому Палестинскому Православному обществу.
30 июля 2008 года официально выдвинул свою кандидатуру на пост мэра Иерусалима, но проиграл с очень низким результатом.
19 декабря 2008 года, по сообщениям прессы, Аркадий Гайдамак покинул государство Израиль, выплатив залог различным предприятиям в Израиле.

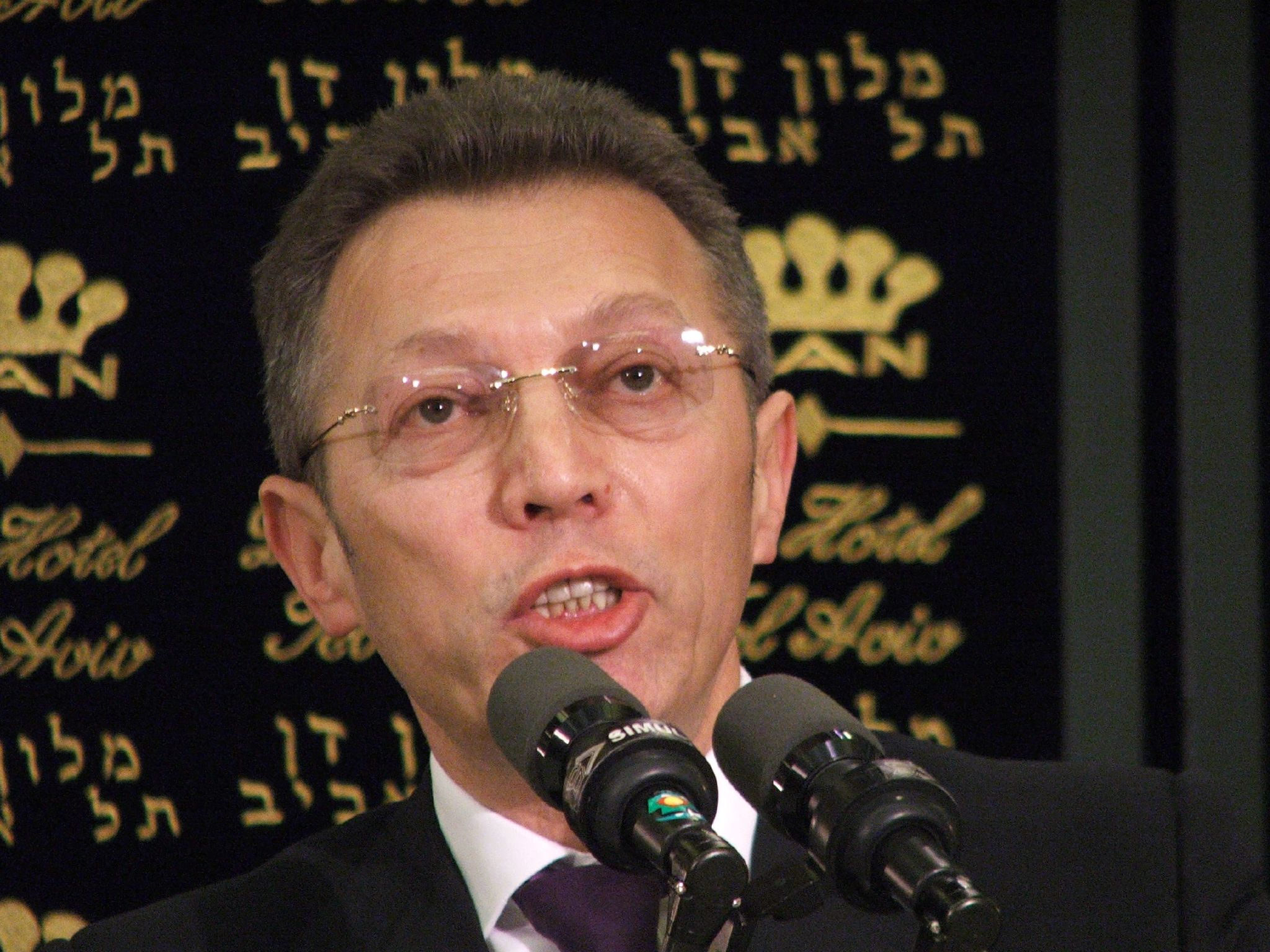
Аркадий Гайдамак во время пресс-конференции, февраль 2007

11 февраля 2009 года французская прокуратура потребовала в рамках судебного процесса по делу о поставках оружия в Анголу в обход эмбарго по шесть лет тюремного заключения для бизнесменов Аркадия Гайдамака и Пьера Фалькона и год тюрьмы для сына экс-президента Франции Франсуа Миттерана Жана-Кристофа; кроме того, обвинение настаивало на штрафе в размере 5 миллионов евро для Гайдамака.
26 февраля 2009 года сообщалось, что Гайдамак подал официальное прошение о предоставлении ему гражданства России.
27 октября 2009 года заочно признан Исправительным судом Парижа, вместе с французским предпринимателем Пьером-Жозефом Фальконом, виновным в организации незаконных поставок оружия в Анголу в период с 1993 по 1998 год и приговорён к шести годам лишения свободы. Также осуждённый в рамках «Анголагейта» бывший министр внутренних дел Шарль Паскуа после суда заявил, в частности, что Аркадий Гайдамак был агентом французской контрразведки DST (Direction de la surveillance du territoire).
В ноябре 2009 года в интервью российской газете «Ведомости», в частности, заявил, что судебное преследование во Франции — «чистая политика», что он «никогда не работал на КГБ», «давно знаком» с бывшим начальником израильской разведки «Моссад» Дани Ятомом, «помог Леваеву наладить торговлю алмазами из Анголы», что в 2000 году «надо было в Россию ехать» (а не Израиль), что у него «нет состояния», «нет бизнеса в России» («всё пришлось продать»), что он «с огромным уважением относится к России, но за получением гражданства не обращался», а также: «Я по духу парижанин, не обязательно быть французом, чтобы быть парижанином. Я бы хоть сейчас вернулся во Францию. Это моя страна, я прожил в ней всю сознательную жизнь. Если бы дело было за мной, я туда, конечно, вернулся сегодня бы».

## Семья
- Сын — израильско-французский предприниматель Александр Гайдамак, род. в 1976 году.
- Дочь — Екатерина, род. в 1983 году. В 2014 году в Иерусалиме вышла замуж за Рафаэля Калифа[31], в 2015 году основавшего энергетическую компанию Tembo Power, ведущую деятельность в странах центральной Африки.
- Дочь — Соня, род. в 1985 году. В мае 2015 года в Тель-Авиве вышла замуж за израильтянина Алека Селлема[32], основателя и генерального директора компании Sellem Industries, золотодобывающей компании с офисом в Лондоне, деятельность которой в основном сосредоточена в странах Африки к югу от Сахары.

## Награды
- Орден «За заслуги» (Франция) [33]
- Кавалер ордена Сельскохозяйственных заслуг (Франция)[33].
- Премия Федерации еврейских общин России «Человек года» (2003)[34].